# Bamukumbit jezik
Bamukumbit jezik (ISO 639-3: bqt; bamenkombit, bamenkoumbit, bamoukoumbit, bamunkum, mangkong), nigersko-kongoanski jezik iz kamerunske provincije Northwest, kojim govori oko 12 000 (2008) s glavnim središtem u selu Bamukumbit. 
Leksički mu je najbliži awing [azo] 74%, s kojim uz još sedam drugih jezika čini podskupinu ngemba

## Vanjske poveznice
- Ethnologue (14th)
- Ethnologue (15th)